# Jente Posthuma
Jente Posthuma (geboren 16. August 1974 in Enschede) ist eine niederländische Schriftstellerin. 

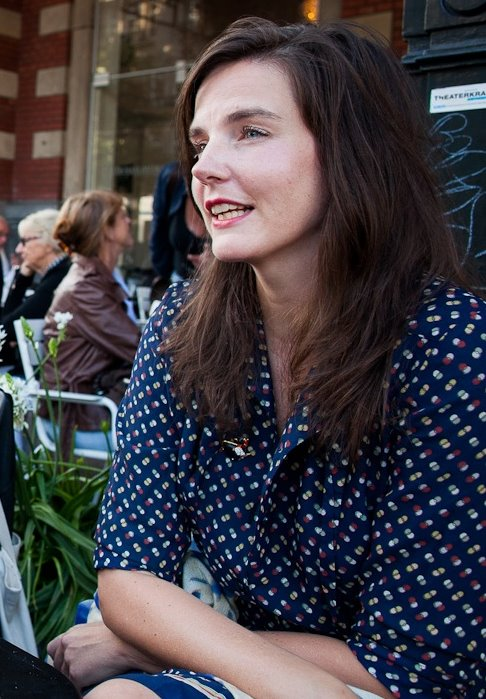
Jente Posthuma (2018)

## Leben
Jente Posthuma studierte Literaturwissenschaft und Französisch an der Universiteit Utrecht und der Université Paris Diderot. Sie arbeitete als Journalistin für De Groene Amsterdammer, nrc.next und de Volkskrant und schrieb in den Zeitschriften „De Revisor“, „Das Magazin“, „Hollands Maandblad“ und „De Gids“. 2012 erhielt sie den A.L. Snijdersprijs für Kurzgeschichten.
Sie ist mit dem Fotografen Bas Uterwijk verheiratet, mit dem sie 2016 den Bildband Probeer een beetje goed over me te denken über den Schauspieler Henk Uterwijk erstellte. 2016 erschien ihr erster Roman Mensen zonder uitstraling, der für den Dioraphte Literatour Prijs, den Hebban Debuutprijs und den ANV Debutantenprijs nominiert wurde. 
Ihr zweiter Roman Waar ik liever niet aan denk stand 2021 auf der Shortlist des European Union Prize for Literature und 2024 in der englischen Übersetzung beim International Booker Prize.

## Werke (Auswahl)
- Mensen zonder uitstraling. Atlas Contact, 2016
- Probeer een beetje goed over me te denken. Fotografien Bas Uterwijk. AFdH Uitgevers, 2016
- Waar ik liever niet aan denk. Amsterdam: Uitgeverij Pluim, 2020
  - What I'd Rather Not Think About. Übersetzung Sarah Timmer Harvey.
  - Woran ich lieber nicht denke. Übersetzung Andreas Ecke. Penguin, 2025
- Heks! Heks! Heks! Amsterdam: Uitgeverij Pluim, 2023